# Lijst van weg- en veldkapellen in Alphen-Chaam
Dit is een onvolledige lijst van veldkapellen in de gemeente Alphen-Chaam. Kapelletjes komen vooral in het zuiden van Nederland voor en werden dikwijls gebouwd ter verering van een heilige.
| Kapel                             | Adres                                   | Plaats          | Bouwperiode        | Architect   | Foto |
| --------------------------------- | --------------------------------------- | --------------- | ------------------ | ----------- | ---- |
| Sint-Martinuskapel                | Druisdijk                               | Alphen          | 1975-1976          |             |      |
| Sint-Barbarakapel                 | Goedentijd-Schellestraat                | Alphen          | 1938, 1990 en 2005 |             |      |
| Sint-Willibrorduskapel            | Maastrichtsebaan                        | Alphen          | 1939               | 1939 Bedaux |      |
| Onze-Lieve-Vrouw in de Zonkapel   | Oosterwijksestraat                      | Alphen          | 1947               | Bedaux      |      |
| Sint-Johannes de Doperkapel       | Sint Jansstraat-Boslust-Prinsenhoeflaan | Alphen          | 1936               | Bedaux      |      |
| Mariakapel (Kajottersgrotje)      | Chaamsebaan                             | Alphen          | 1949               |             |      |
| Sint Christoforuskapel            | Boshoven                                | Alphen-Boshoven | 2000               | Frans Oomen |      |
| Onze-Lieve-Vrouw ter Sneeuwkapel  | Kapelweg                                | Chaam           | 1665 en 1943       |             |      |
| Maria, Koningin van de Vredekapel | Sint Jacobsstraat-Bouwerij              | Galder          | 1949               |             |      |
| Sint-Jacobskapel                  | Sint Jacobsstraat 2                     | Galder          | 1468               |             |      |
| Sint-Hubertuskapel                | Strijbeekseweg 59a                      | Strijbeek       | 1872               | P. Soffers  |      |